# ویرجینیا دیر
ویرجینیا دیر (انگلیسی: Virginia Dare؛ زاده ۱۸ اوت ۱۵۸۷ – درگذشته نامعلوم) نخستین کودک اهل پادشاهی انگلستان بود، که در قلمرو فعلی ایالات متحده آمریکا زاده شد. جان وایت؛ پدربزرگ وی، نخستین فرماندار پادشاهی انگلستان در منطقه‌ای بود، که بعدها ایالات متحده نام گرفت. در سده‌های بعدی، ویرجینیا دیر به چهره‌ای برجسته در اسطوره و فرهنگ عامه آمریکایی بدل شد. مکان‌های بسیاری در ایالت کارولینای شمالی و نیز جنوب ایالات متحده، به افتخار وی نام‌گذاری شده‌است.